# Гровенор, Гилберт Хови
Гилберт Хови Гровенор (англ. Gilbert Hovey Grosvenor; 28 октября 1875[…], Константинополь — 4 февраля 1966, Кейп-Бретон, Новая Шотландия) — первый штатный редактор журнала National Geographic (1899—1954).
Занимая должность президента Национального географического общества (1920—1954), способствовал его превращению в одну из крупнейших и наиболее известных в мире научных и образовательных организаций.

## Биография
Гровенор родился 28 октября 1875 года в семье Лилиан Уотерс и Эдвина Гровенора в Константинополе. Уильям Говард Тафт приходился ему троюродным братом. В 1897 году окончил Амхерст-колледж со степенью бакалавра с отличием. Во время учёбы Гровенор и его брат-близнец Эдвин были одной из лучших команд по теннису.

### Национальное географическое общество
В 1899 году Гровенор был принят на работу Александром Грэмом Беллом, который в то время был президентом Национального географического общества, в качестве первого штатного сотрудника. Со временем был назначен директором, а в 1920 году, после смерти контр-адмирала Джона Пиллсбери, был избран президентом Общества и оставался редактором журнала National Geographic до 1954 года.
Гровенор отстаивал политику нейтралитета и позитивной, жизнерадостной журналистики на протяжении двух мировых войн, Великой депрессии и начала Холодной войны. В первые годы XX века этот стиль считался новаторским. Однако к 1950-м годам стиль Гровенора стали критиковать как окостеневший и устаревший. Его и его сотрудников (большинству из которых было за 60 и 70 лет) критиковали за консерватизм, самодовольство и нежелание модернизироваться, в результате чего число подписчиков National Geographic сократилось. В 1954 году, после 50 лет руководства, он вышел в отставку.

### Поддержка Службы национальных парков
Гровенор путешествовал по Калифорнии вместе со Стивеном Мазером и помогал писать закон о создании Национальных парков.
Впервые Гровенор отправился на запад США в 1915 году, чтобы вместе со Стивеном Мазером совершить поход в горы Сьерра-Невада и на территорию, где сейчас находится Национальный парк Секвойя. По словам историка Службы национальных парков Уолтера Биленберга, «Гровенор был настолько потрясен величием Высоких Сьерр и своими впечатлениями от поездки, что стал лучшим другом Мазера и национальных парков». После возвращения Гровенор выделил средства на покупку Гигантского леса и включение его в состав Национального парка Секвойя.
В течение многих лет оппозиция в Конгрессе препятствовала созданию национальной системы парков. В конце 1915 и 1916 годов Гровенор встречался со Стивеном Мазером, Хорасом Олбрайтом и другими, чтобы разработать проект Органического акта, который создал бы Службу национальных парков. Затем он выпустил специальный выпуск журнала National Geographic (апрель 1916 года) под названием «The Land of the Best», чтобы рассказать о важности парков и призвать читателей поддержать создание национальной системы. Он и Олбрайт позаботились о том, чтобы каждый член Конгресса получил экземпляр этого выпуска. Их усилия увенчались успехом, и в том же году был принят закон о создании Службы национальных парков.
Гровенор продолжал заниматься национальными парками в течение многих лет. Принимал активное участие в защите вулканического кратера Катмай и Долины десяти тысяч дымов от разработки, и помог создать Национальный памятник Катмай в 1918 году. В его честь назван Grosvenor Lodge в Национальном парке Катмай.

### Личная жизнь
Гровенор женился на Элси Мэй Белл (1878—1964), дочери Александра Грэма Белла. В браке родились семь детей:
- Мелвилл Белл Гровенор (1901—1982), также президент Национального географического общества.
- Гертруда Хаббард Гровенор (1903—1986), вышла замуж за Сэмюэля Гейли.
- Мейбл Харлакенден Гровенор (1905—2006), врач-педиатр, несколько лет была секретарем своего деда Александра Грэма Белла.
- Лилиан Уотерс Гровенор (1907—1985).
- Александр Грэм Белл Гровенор (1909—1915).
- Элси Александра Каролин Гровенор (1911—2004).
- Глория Виктория Гровенор (1918—1972).

После смерти жены здоровье Гровенора ухудшилось, и он мирно скончался во сне в возрасте 90 лет 4 февраля 1966 года в поместье семьи Белл, Beinn Bhreagh, недалеко от Баддека, Новая Шотландия, Канада. Гровенор похоронен на кладбище Рок-Крик в Вашингтоне, округ Колумбия, вместе со своей женой и членами семьи Белл.